# DKKL1
DKKL1 (англ. Dickkopf like acrosomal protein 1) – білок, який кодується однойменним геном, розташованим у людей на довгому плечі 19-ї хромосоми. Довжина поліпептидного ланцюга білка становить 242 амінокислот, а молекулярна маса — 27 007.
| 10         |  | 20         |  | 30         |  | 40         |  | 50         |
| ---------- |  | ---------- |  | ---------- |  | ---------- |  | ---------- |
| MGEASPPAPA |  | RRHLLVLLLL |  | LSTLVIPSAA |  | APIHDADAQE |  | SSLGLTGLQS |
| LLQGFSRLFL |  | KGNLLRGIDS |  | LFSAPMDFRG |  | LPGNYHKEEN |  | QEHQLGNNTL |
| SSHLQIDKMT |  | DNKTGEVLIS |  | ENVVASIQPA |  | EGSFEGDLKV |  | PRMEEKEALV |
| PIQKATDSFH |  | TELHPRVAFW |  | IIKLPRRRSH |  | QDALEGGHWL |  | SEKRHRLQAI |
| RDGLRKGTHK |  | DVLEEGTESS |  | SHSRLSPRKT |  | HLLYILRPSR |  | QL         |

A: Аланін

D: Аспарагінова кислота

E: Глутамінова кислота

F: Фенілаланін

G: Гліцин

H: Гістидин

I: Ізолейцин

K: Лізин

L: Лейцин

M: Метіонін

N: Аспарагін

P: Пролін

Q: Глутамін

R: Аргінін

S: Серин

T: Треонін

V: Валін

W: Триптофан

Секретований назовні.